# Venguelovka
Venguelovka (en rus: Венгеловка) és un poble (un possiólok) de l'óblast de Volgograd, a Rússia, segons el cens del 2010 tenia 536 habitants. Pertany al districte municipal de Pal·làssovka.